# 第8回オクラホマ映画批評家協会賞
第8回オクラホマ映画批評家協会賞は2013年の映画を対象としており、2014年1月6日に受賞者が発表された。

## 受賞一覧

### 作品賞トップ10
- 1位 - 『her/世界でひとつの彼女』 (スパイク・ジョーンズ監督)
  - 2位 - 『アメリカン・ハッスル』
  - 3位 - 『それでも夜は明ける』
  - 4位 - 『ゼロ・グラビティ』
  - 5位 - 『インサイド・ルーウィン・デイヴィス 名もなき男の歌』
  - 6位 - 『キャプテン・フィリップス』
  - 7位 - 『ウルフ・オブ・ウォールストリート』
  - 8位 - 『オール・イズ・ロスト 〜最後の手紙〜』
  - 9位 - 『ダラス・バイヤーズクラブ』
  - 10位 - 『プリズナーズ』

### 監督賞
- アルフォンソ・キュアロン - 『ゼロ・グラビティ』

### Best Body of Work
- マシュー・マコノヒー - 『ダラス・バイヤーズクラブ』、『ウルフ・オブ・ウォールストリート』、『MUD -マッド-』

### 主演男優賞
- キウェテル・イジョフォー - 『それでも夜は明ける』

### 主演女優賞
- ケイト・ブランシェット - 『ブルージャスミン』

### 助演男優賞
- ジャレッド・レト - 『ダラス・バイヤーズクラブ』

### 助演女優賞
- ジェニファー・ローレンス - 『アメリカン・ハッスル』

### オリジナル脚本賞
- スパイク・ジョーンズ - 『her/世界でひとつの彼女』

### 脚色賞
- ジョン・リドリー - 『それでも夜は明ける』

### 第1回作品賞
- 『フルートベール駅で』 (ライアン・クーグラー監督)

### ドキュメンタリー映画賞
- 『アクト・オブ・キリング』 (ジョシュア・オッペンハイマー監督)

### アニメ映画賞
- 『アナと雪の女王』(クリス・バック、ジェニファー・リー監督)

### 外国語映画賞
- 『偽りなき者』(トマス・ヴィンターベア監督) デンマーク

### 最も罪な楽しみの映画賞
- 『アイアンマン3』 (シェーン・ブラック監督)

### 隠れたワースト映画賞
- 『8月の家族たち』 (ジョン・ウェルズ監督)

### 明らかなワースト映画賞
- 『アダルトボーイズ遊遊白書』 (デニス・デューガン監督)